# Vätöberg

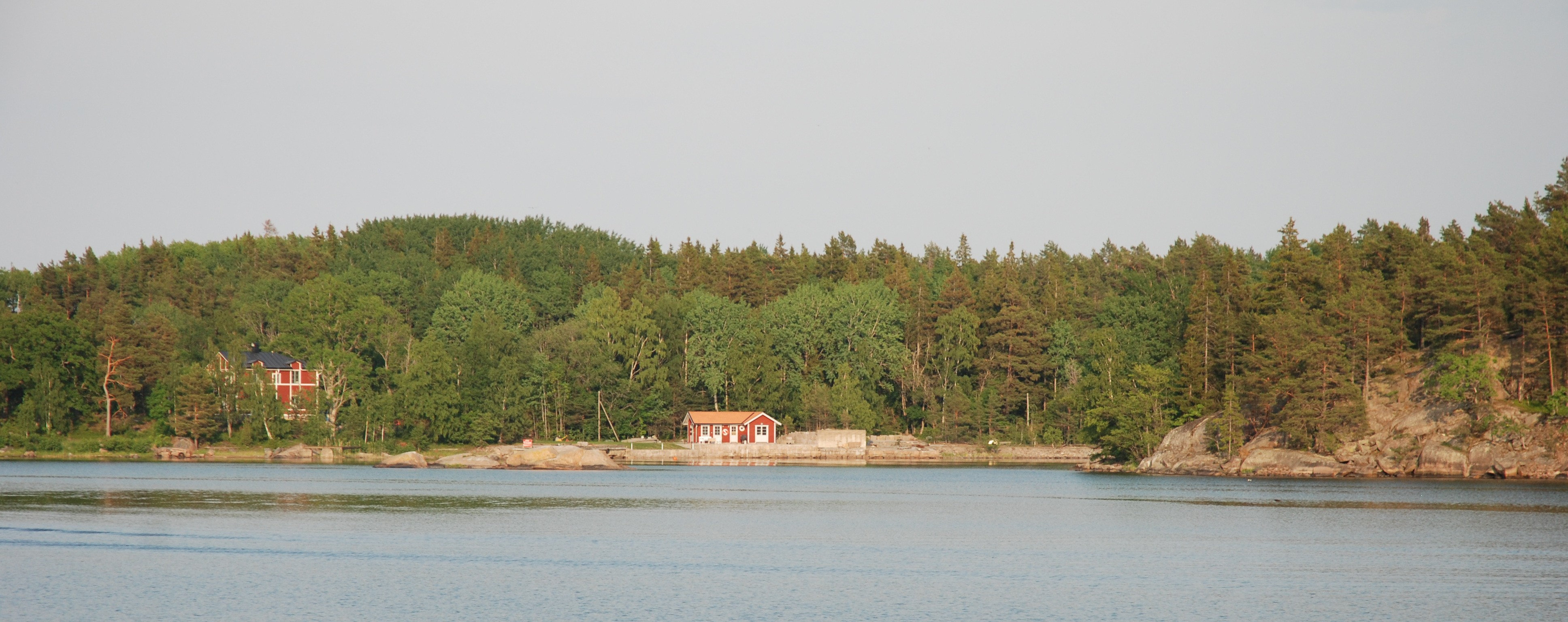
Vätöberg, med utskeppningshamn, sett från Karlsängen

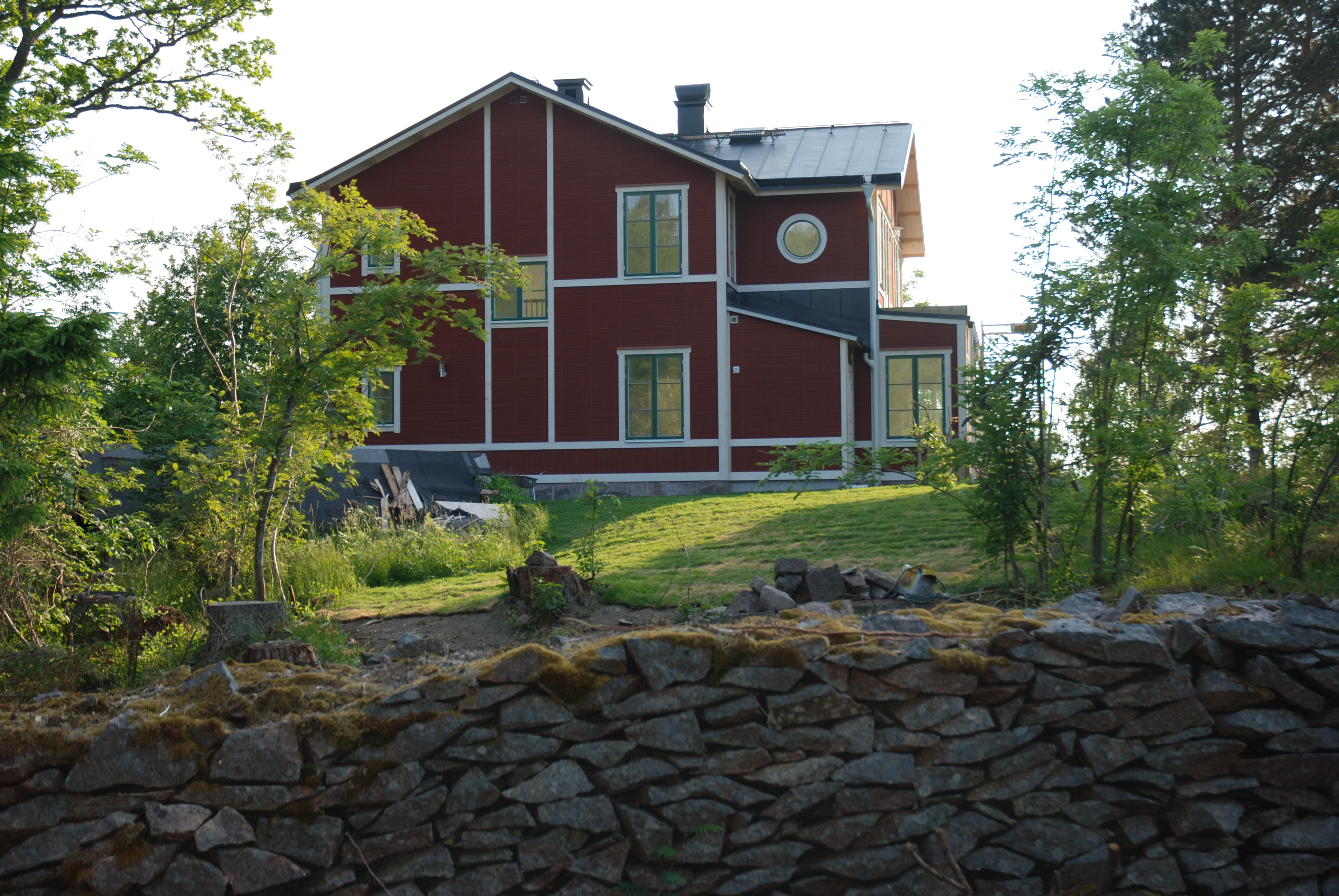
Kontorsvillan, nära kajen

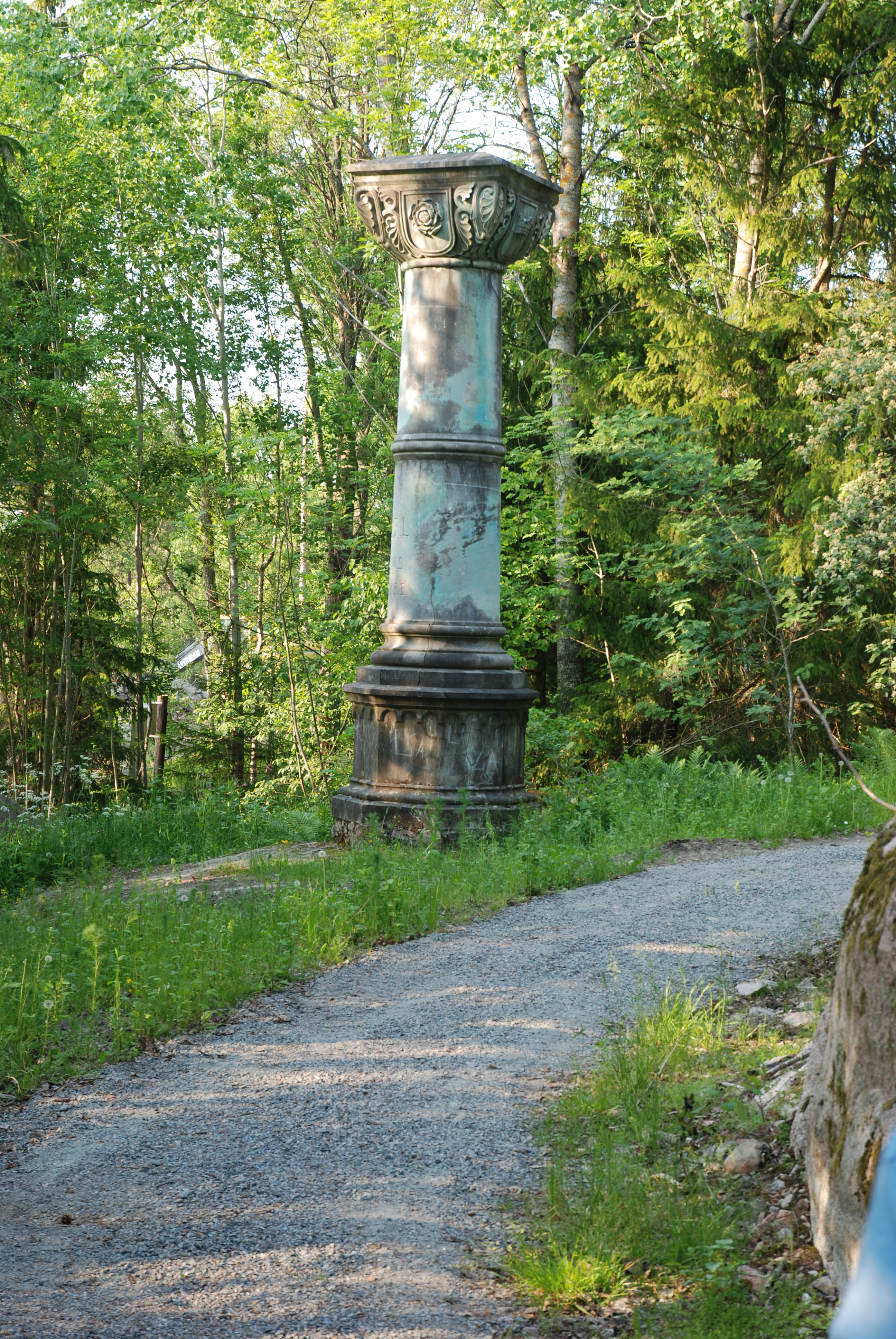
Marmorkolonnen

Vätöberg är en halvö med i dag nedlagda stenbrott på Vätö i närheten av Harg där man bröt rödaktig och grå granit. 

## Graniten
Den röda graniten finns i ett stråk från Anneberg till Mörkboträsket. Den har använts som byggnadsmaterial för bland annat Riksdagshuset, Rådhuset och Kungliga Operan i Stockholm. Den gråsvarta graniten har använts för bland annat Tändstickspalatset i Stockholm. Vätögraniten har också använts till flera skulpturer, bland annat kolonnen till Birger jarls staty i Stockholm. En första kolonn höggs i italiensk carraramarmor, men denna vittrade och fick ersättas av en kolonn av mer beständig vätögranit. Den ursprungliga kolonnen står i dag vid entrén till stenbrotten i Vätöberg.
Det första bolaget att bryta sten på Vätöberg var Norrtälje Stenhuggaraktiebolag, grundat 1892. Det högg bland annat 1898 stenen till Operan i Stockholm. Under 1920-talet arbetade omkring 500 stenarbetare i Vätöberg. Den sista stora byggnaden som byggdes med vätögranit var Tändstickspalatset i Stockholm. Vätö Hembygdsförening anordnar vissa år viskvällar i det gamla stenbrottet.

## Sevärt på Vätöberg
- Namnberget, en klippa, där stenhuggare ristat in sina egna eller sina respektives namn
- Länsman, vätögranit, 1946, en granitskulptur av stenhuggaren Alfred Quick[1]
- Den ursprungliga marmorkolonnen till Birger Jarls staty i Stockholm av carraramarmor

## Att läsa mer
- Lennart Rosander: Vätögranit – stenindustri, folkrörelser och politik i Vätö landskommun 1890-1940,  Stockholm 2000
- Bror Pettersson: Stenindustri på Vätö i Ledungen nr 1 2003

## Fotogalleri

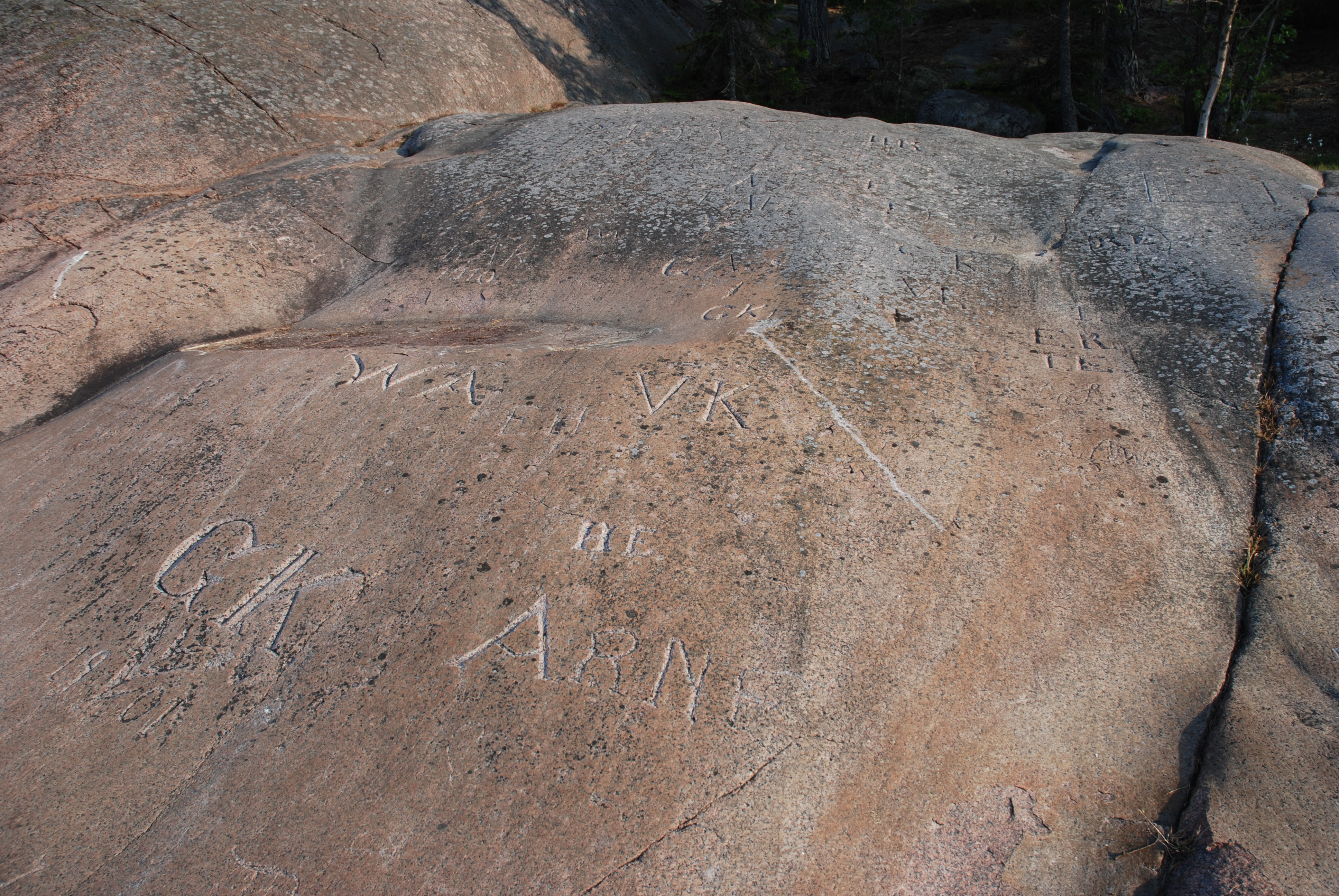
Namnberget
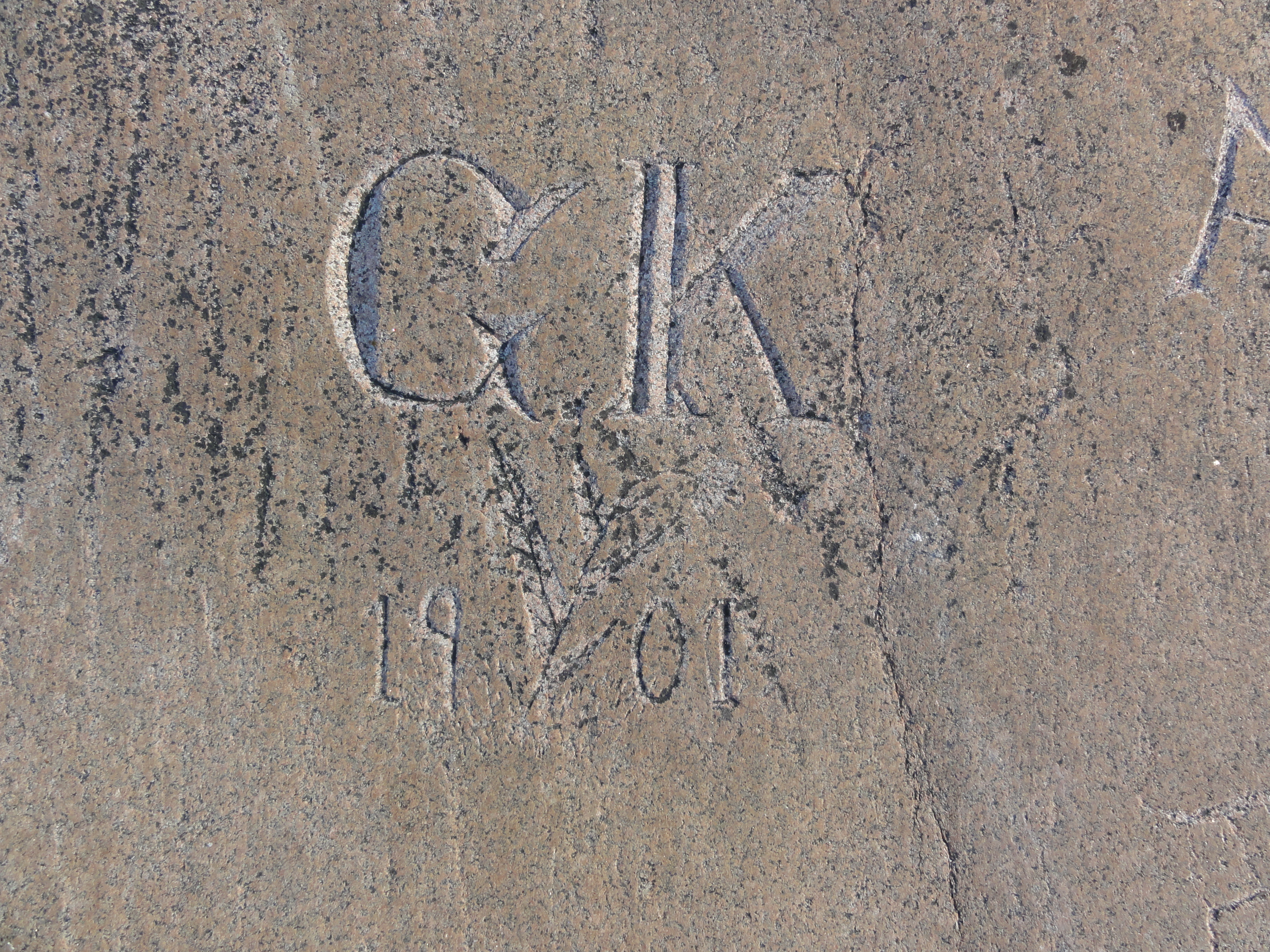
Namnberget, detalj
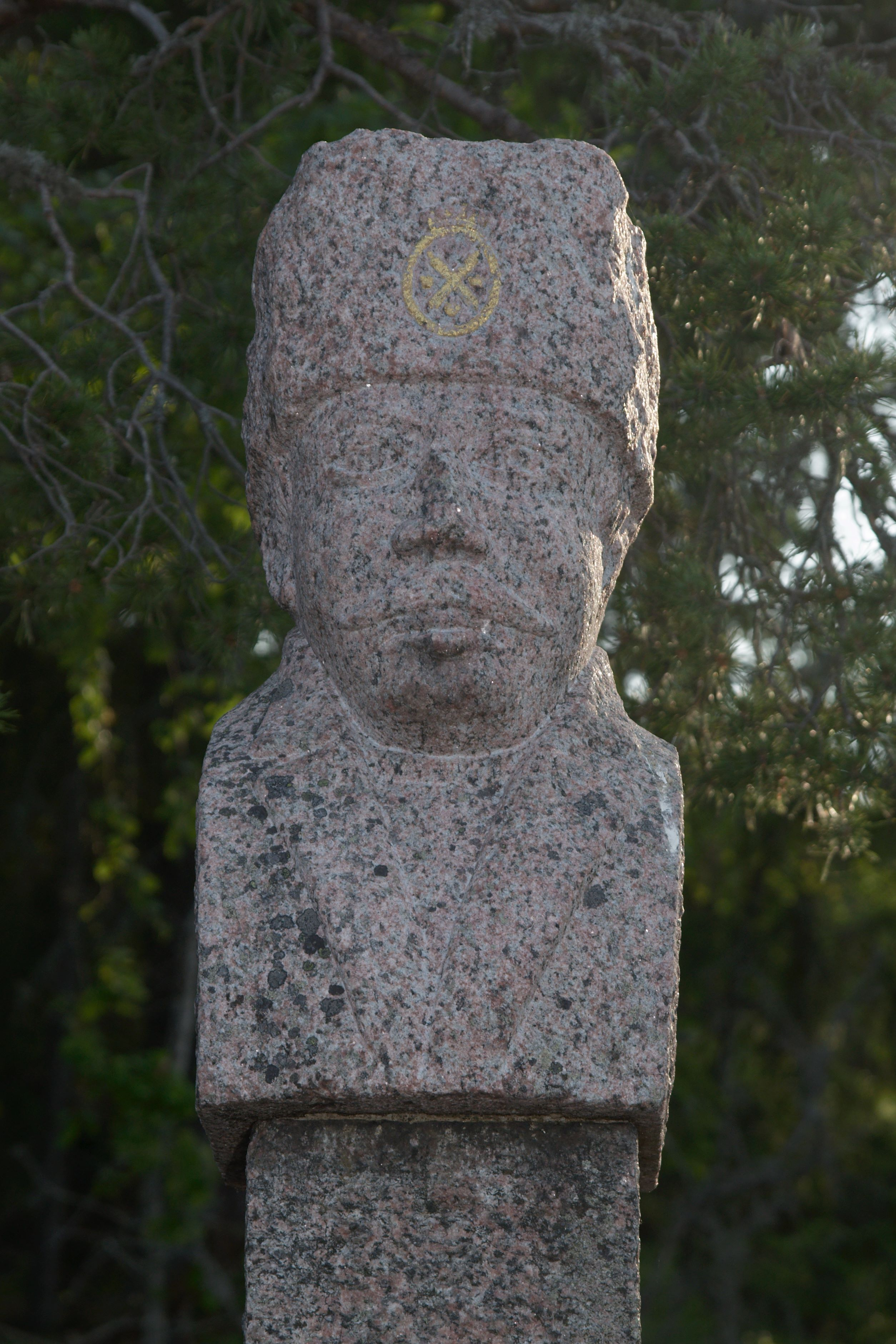
Skulpturen Länsman
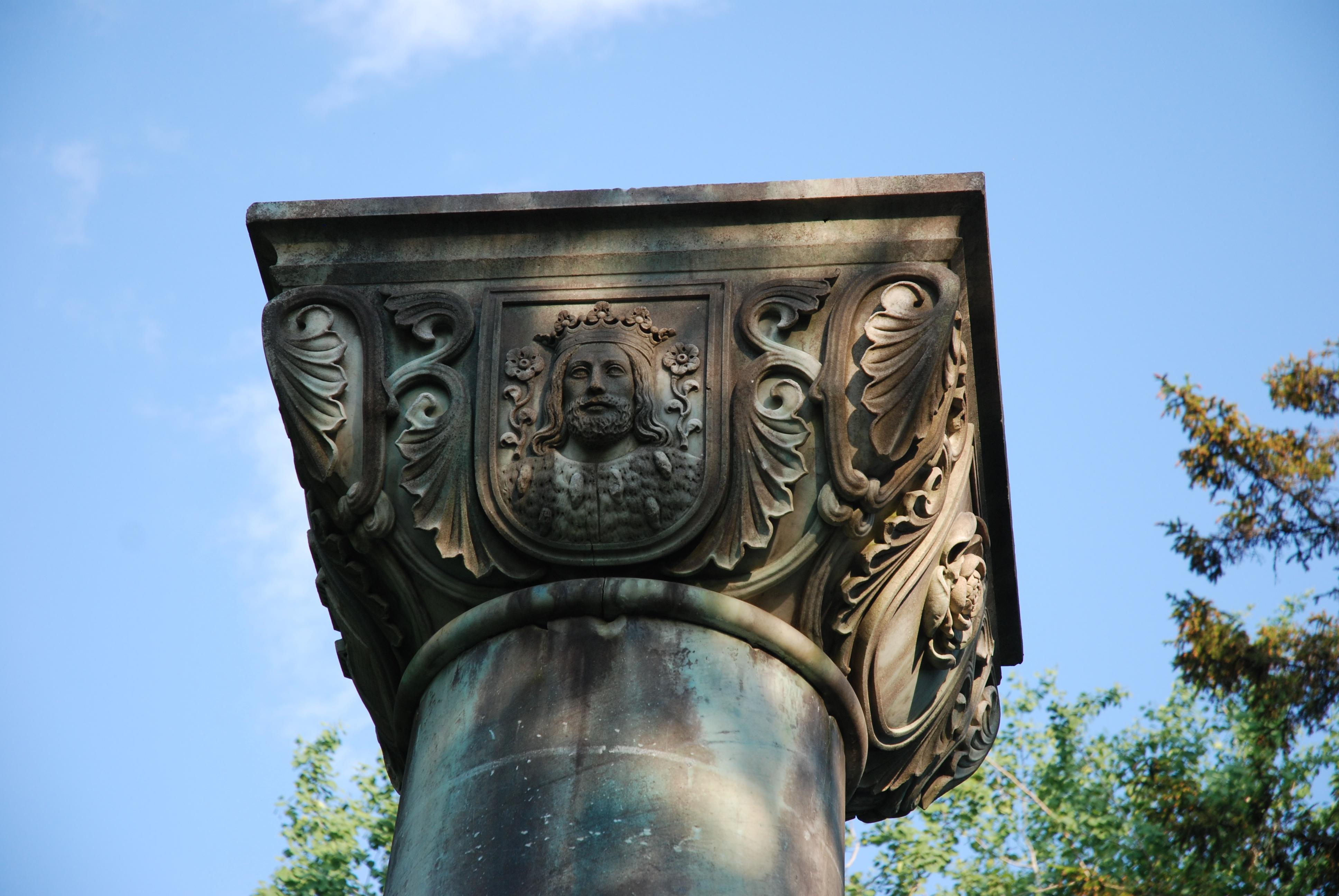
Kapitälet på marmorkolonnen
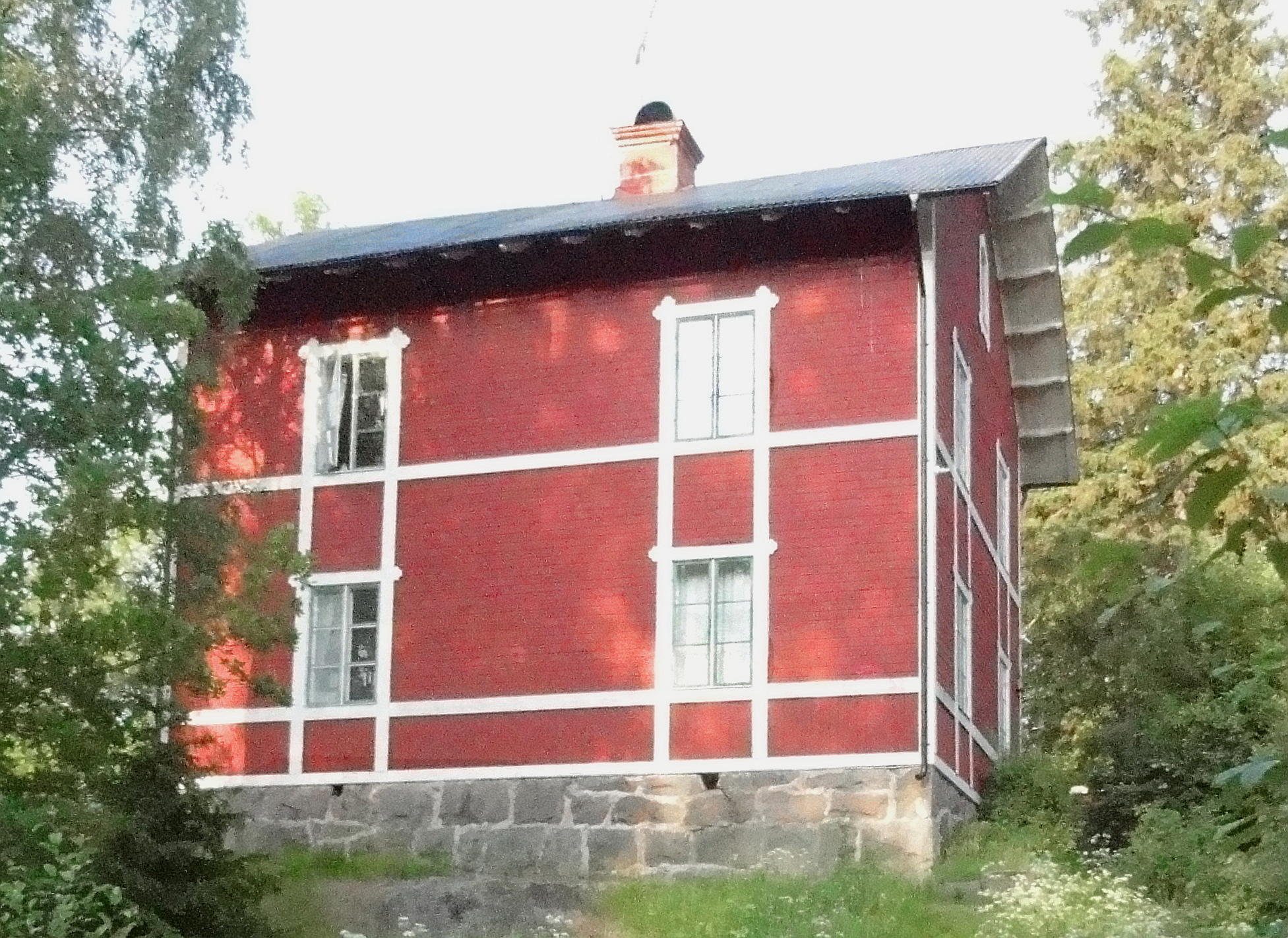
Arbetarbostadshus på Vätöberg
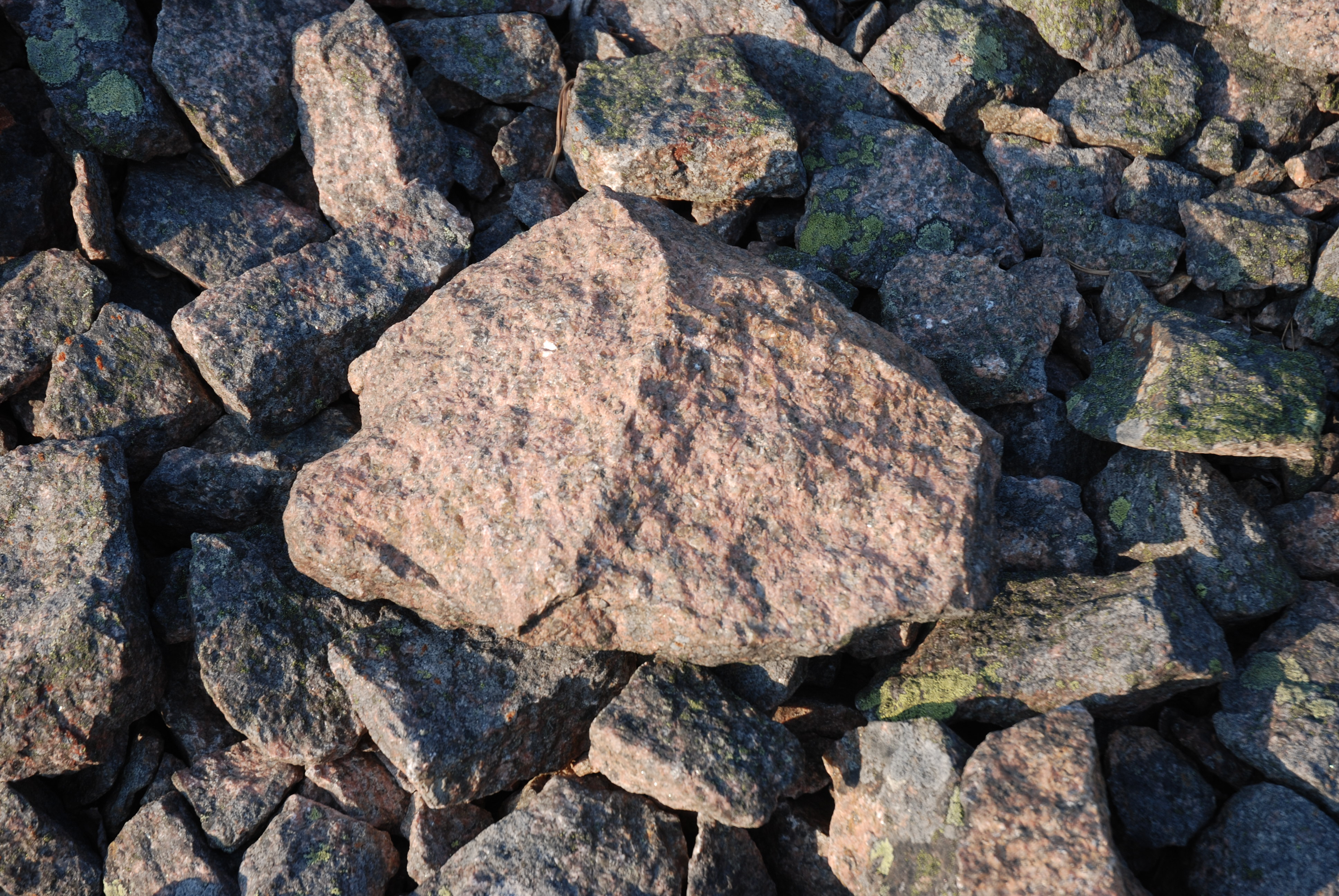
Vätögranit
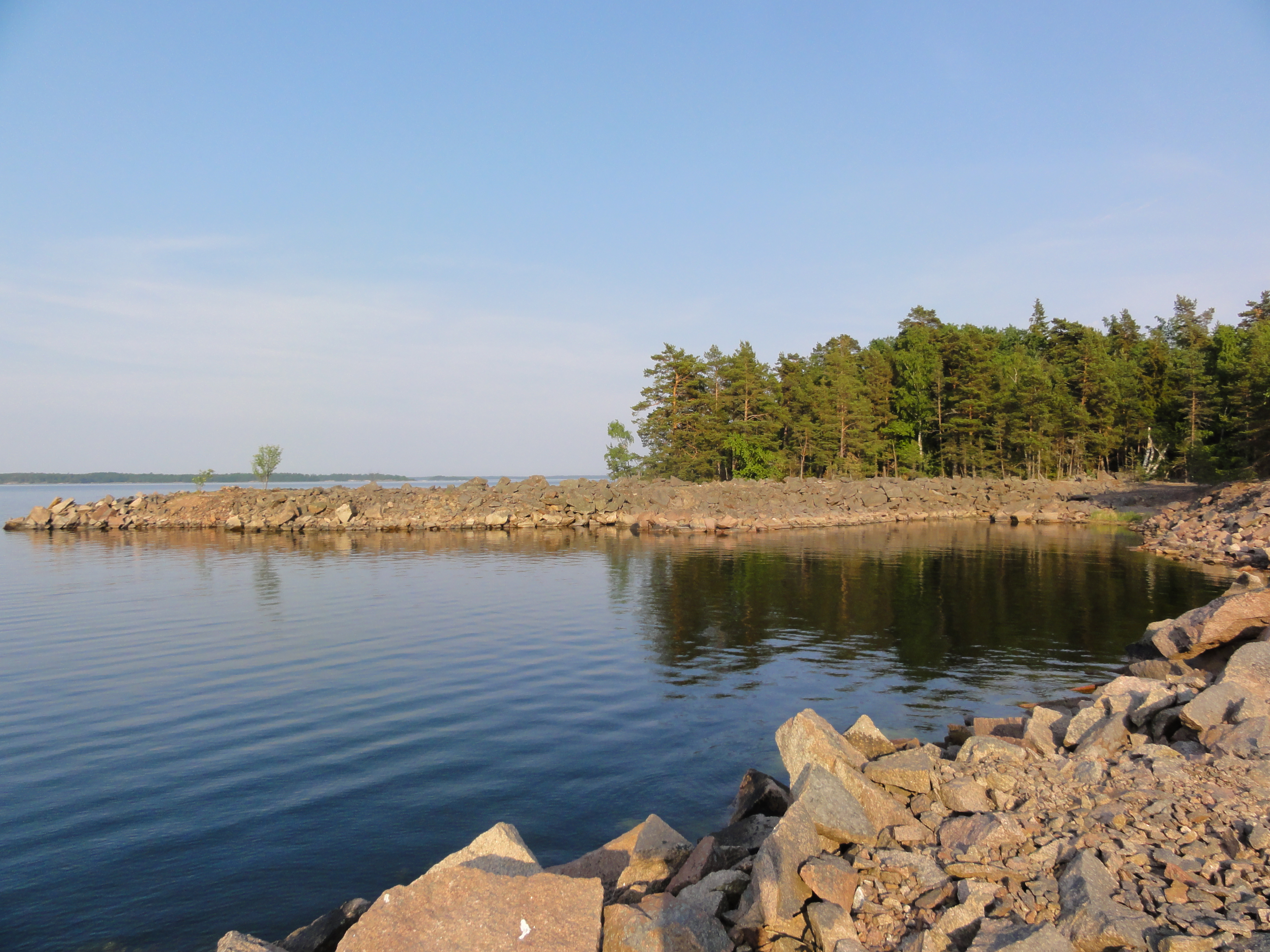
Stenbrottet
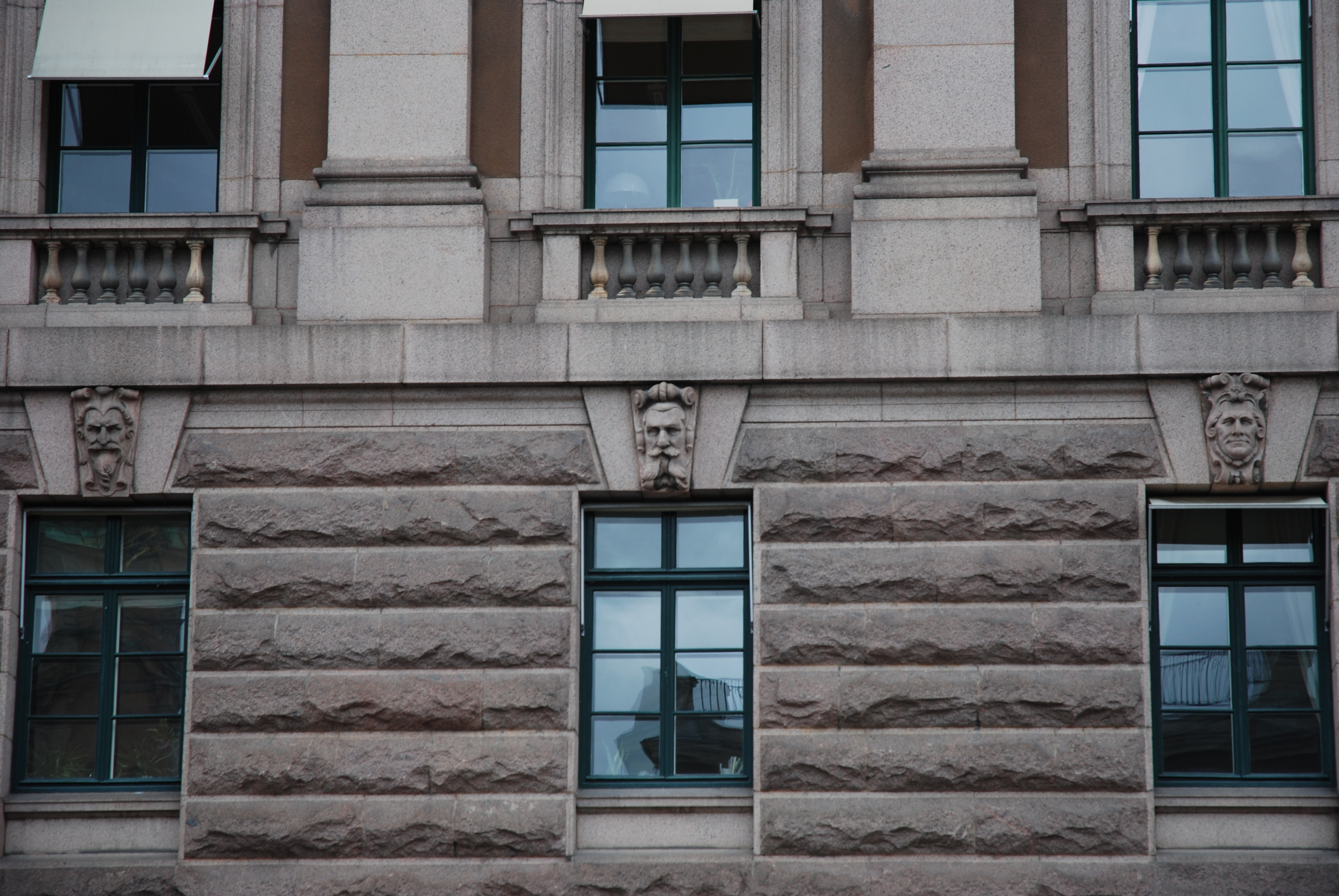
Porträtt av disponenten Ivar Karlsson på Riksdagshusets gavel åt Stallkanalen